# Trichieurina sabroskyi
Trichieurina sabroskyi är en tvåvingeart som beskrevs av Elisabeth K. Stuckenberg 1982. Trichieurina sabroskyi ingår i släktet Trichieurina och familjen fritflugor.
Artens utbredningsområde är Malawi. Inga underarter finns listade i Catalogue of Life.